# Ernmas
Ernmas è una dea madre irlandese di cui parla il Lebor Gabála Érenn e il Cath Maige Tuired come una dei Túatha Dé Danann. Tra le sue figlie c'erano: la triade delle divinità eponime d'Irlanda Ériu, Banba e Fódla, quella di Badb, Macha e Mórrígan (anche Anann), e quella maschile di Glonn, Gnim e Coscar. Altri suoi figli furono: Fiacha e Ollom. Ernmas fu uccisa durante la prima battaglia di Mag Tuired.